# Hålta naturreservat
Hålta naturreservat är ett naturreservat inom nätverket Natura 2000 i Hålta socken i Kungälvs kommun i Bohuslän. Det ligger söder om Hålta kyrka och länsväg 168 mellan Kungälv och Marstrand. Reservatet bildades 1989 och har en areal på omkring 38 hektar. Det förvaltas av Västkuststiftelsen.